# Symbole Alberty
Oficjalne symbole prowincji Alberty 
| Oficjalne kolory               | Oficjalne kolory |
| ------------------------------ | --- |
| Lazurowy i złoty               | |
| Motto                          | |
| Fortis et Liber Silny i wolny  | |
| Flaga                          | |
| Alberta                        | Flaga składa się z lazurowego prostokąta, w którego centralnej części umieszczona jest tarcza herbowa Alberty. |
| Tarcza herbowa                 | |
|                                | Oficjalnie nadana przez króla Edwarda VII 30 maja 1907. Górny obszar trójdzielnej traczy wypełnia czerwony krzyż św. Jerzego na białym tle – monarchiczne symbole brytyjskie. Środkowa część pokazuje panoramę Gór Skalistych na tle lazurowego nieba. Najniższa część tarczy pokazuje prerię pod zachmurzonym niebem pokazaną w kolorze złotym z rzędem kłosów pszenicznych. |
| Godło                          | |
|                                | Tarczę herbową podpierają złoty lew (symbol siły) i antylopa (symbol bogactwa natury). Tarczę obejmują od dołu dwie gałązki białej, dzikiej róży oraz złota szarfa z mottem prowincji. Godło zwieńcza hełm z przyłbicą ozdobiony pióropuszem w kolorach Kanady, białym i czerwonym. Hełm symbolizuje suwerenność. Nad hełmem na biało-czerwonej poduszce wyobrażony jest bóbr, jeden z symboli Kanady. Zwieńcza go korona gubernatora generalnego będącego przedstawicielem monarchy. |
| Symbole zwierzęce i roślinne   | |
|                                | Muflon kanadyjski (Ovis canadensis) – niegdyś powszechnie występujący w całej Albercie. Dziś stada spotykane są w Górach Skalistych. Symbol zaadaptowany w 1989 roku. |
|                                | Sowa (Bubo virginianus) – ptak zamieszkuje w prowincji okrągły rok i symbolizuje prowincjonalną dbałość o naturalne środowisko. Symbol zaadaptowany w 1977. |
|                                | Pstrąg (Salvelinus confluentus) – niegdyś masowo występująca ryba, dziś ten gatunek typowy dla Alberty podlega ochronie. Symbol zaadaptowany w 1975. |
|                                | Sosna wydmowa (Pinus contorta subsp. latifolia) – drzewo powszechnie spotykane w Albercie, jest głównym surowcem prowincjonalnego przemysłu drzewnego. Na przełomie XIX i XX w. pnie tego drzewa były używane na podkłady kolejowe budowy Kolei Transkanadyjskiej, która otwarła prowincję na świat. Symbol zaadaptowany w 1984. |
|                                | Róża igiełkowata (Rosa acicularis) – powszechnie spotykany kwiat w całej prowincji upiększający jej pejzaż. Symbol zaadaptowany w 1930. |
|                                | Trawa preriowa (Festuca scabrella) – roślina występująca powszechnie na preriach Alberty. Niegdyś dająca wyżywienie niezliczonym stadom bizonów, dziś bydła hodowlanego. Symbol zaadaptowany w 2003. |
| Symbol mineralny               | |
|                                | Skamieniałe (spetryfikowane) drewno – łatwe do znalezienia w prowincji. Skamieliny pochodzą z okresu 60 do 90 milionów lat temu. Symbol zaadaptowany w 1977. |
| Tartan                         | |
|                                | Szkocka krata – oficjalnie nadana prowincji w 1961 zawiera następujące kolory symbolizujące: - zielony – lasy - złoty – łany pszenicy - niebieski – bezchmurne niebo - różowy – kwiat dzikiej róży - czarny – prowincjonalne zasoby naturalne: węgiel i ropę naftową |
| Tablica rejestracyjna pojazdów | |
|                                | Element graficznystylizowana dzika róża SloganWild Rosa Country – Kraj dzikiej róży |